# Radical indépendant
 (signalé en juillet 2025).
Si vous disposez d'ouvrages ou d'articles de référence ou si vous connaissez des sites web de qualité traitant du thème abordé ici, merci de compléter l'article en donnant les références utiles à sa vérifiabilité et en les liant à la section « Notes et références ».
- Archive Wikiwix
- Bing
- Cairn
- DuckDuckGo
- E. Universalis
- Gallica
- Google
- G. Books
- G. News
- G. Scholar
- Persée
- Qwant
- (zh) Baidu
- (ru) Yandex
- (wd) trouver des œuvres sur Wikidata

Le vocable « radical indépendant » regroupe sous la Troisième République en France les radicaux de centre-droit qui refusent notamment la politique d'alliance à gauche menée par le Parti radical-socialiste. 

## Histoire

### Avant 1901
Ce terme est peu employé à cette époque. Pour parler d'un radical "modéré", on utilise davantage les termes de radical ou de gauche radicale, du nom du groupe parlementaire (Gauche radicale).
Les radicaux les plus avancés portent eux le terme radical-socialiste, comme Georges Clemenceau au sein de l'Alliance socialiste républicaine.
Ce terme regroupe les radicaux qui veulent aller plus loin dans les réformes démocratiques (droit de réunion, diminution du service militaire) mais qui sont libéraux sur le plan économique, ce qui les distinguent des radicaux-socialistes, plus portés sur les réformes sociales (refonte des impôts, réforme agraire, retraites minimales, droits syndicaux). Durant ces années, la lutte principale se trouve au niveau de la défense de la République et le volet social importe moins : le ministère classe d'ailleurs ensemble les deux groupes radicaux ("radicaux et radicaux-socialistes").
Ils ne sont pas dans l'opposition aux gouvernements opportunistes, où ils incarnent le flanc gauche, avec un appui critique au sein de la "majorité républicaine".

### Années 1900
Les radicaux forment le plus grand groupe à la Chambre des députés avec plus d'une centaine de membres.
Toujours très liés aux radicaux-socialistes, ils font le trait d'union avec l'aile gauche des opportunistes (qui deviendront les républicains de gauche).
Ce sont les principaux soutiens des gouvernements de "défense républicaine", à qui ils font prendre une tournure anticléricale : ils sont cependant moins en avant sur l'impôt sur le revenu ou les retraites ouvrières et paysannes. Georges Clemenceau notamment se rapproche progressivement des radicaux modérés à partir de 1902 et de son entrée au Sénat.

### 1913, le tournant
En 1913, le Parti radical-socialiste décide que tout député élu avec l'appui du parti doit adhérer au groupe radical-socialiste. Cette décision conduit au départ d'une cinquantaine de membres de la Gauche radicale, le nombre de députés membres du groupe chutant à 70. Ceux qui restent sont les radicaux les plus modérés, qui regardent maintenant plus à droite qu'à gauche, ainsi que les plus laïques de l'ARD.
C'est à partir de ce moment que le terme de radicaux indépendants se répand pour désigner les radicaux les plus modérés et les plus rétifs aux socialistes. Leur mantra rejoint celui de l'ARD : "ni réaction, ni révolution".

### 1919-1924: aile "gauche" du Bloc National
Les radicaux indépendants sont élus sur les listes du Bloc national en 1919 et soutiennent les gouvernements qui en sont issus. Ils fusionnent d'ailleurs au parlement le groupe de la gauche radicale (devenu un groupe centriste) avec celui des républicains de gauche (qui sont en réalité de centre droit) au sein de la "Gauche républicaine démocratique".

### 1924-1926: Cartel des gauches
En 1923-1924, devant le conservatisme de plus en plus affirmé du Bloc, ils rompent avec la droite et rejoignent en grande partie le Cartel des gauches. 
Vainqueur aux élections, ils sont alliés aux socialistes mais les mauvais résultats économiques et leur peur des réformes sociales les amènent à quitter le cartel.

### 1926-1932: Poincarisme
La rupture avec les radicaux-socialistes a lieu après la chute du Cartel des gauches, en 1926. 
À partir de 1928, le groupe des radicaux indépendants refuse presque systématiquement de soutenir une majorité de gauche. 
Pendant la législature 1928-1932, la majorité à la Chambre des députés dépend des radicaux indépendants, ce qui permet au centre droit de diriger la plupart des gouvernements avec l'appui de certains radicaux-socialistes de l'aile droite du PRRRS qui se sont modérés. Les radicaux indépendants sont de fervents soutiens de Raymond Poincaré durant cette période.
À la Chambre des députés, le groupe des radicaux indépendants est le groupe de la Gauche radicale (certains radicaux indépendants appartiennent au groupe des Indépendants de gauche).

### 1932-1940: Rapprochement avec l'ARD
Les positions des radicaux indépendants deviennent dans les années 1930 très proches de celles de l'Alliance démocratique, le grand parti du centre-droit de la Troisième République. 
En 1936, le groupe parlementaire de l'Alliance démocratique s'appelle d'ailleurs l'Alliance des républicains de gauche et des radicaux indépendants (ARGRI), mais la tentative de Pierre-Étienne Flandin d'unifier les forces de l'AD au sein d'un seul groupe et d'y joindre durablement la nébuleuse radicale indépendante échoue : le groupe de la Gauche radicale devient la Gauche démocratique et radicale indépendante. 
Au Sénat, cette tendance est réunie au sein du groupe de l'Union démocratique et radicale.

### 1945
À la Libération, un Parti radical indépendant est fondé par plusieurs élus, notamment le maire de Nice Jean Médecin[réf. nécessaire]. Le PRI adhère dès sa création au Rassemblement des gauches républicaines, comme d'ailleurs l'Alliance démocratique.

## Membres notables
Ils ont représenté les radicaux indépendants dans les gouvernements de 1899 (Gouvernement Waldeck-Rousseau) à 1939 (Gouvernement Daladier IV) en tant que Président du Conseil, ministres ou sous-secrétaires d'État :
- Alexandre Bérard
- Victor Boret
- Gratien Candace
- Pierre Cathala
- Louis de Chappedelaine
- Étienne Charlot
- Charles Chaumet
- Adolphe Chéron
- Georges Clemenceau
- Étienne Clémentel
- Émile Constant
- Charles Daniélou
- Fernand David
- Théophile Delcassé
- Charles Delesalle
- Maurice Deligne
- Georges Desplas
- Maurice Dormann
- Paul Doumer
- Étienne Dujardin-Beaumetz
- Laurent Eynac
- André Fallières
- Abel Ferry
- Louis Germain-Martin
- Charles Guernier
- Gaston Gourdeau
- Adolphe Landry
- Jean-Marie de Lanessan
- Jean-Octave Lauraine
- Gustave Lhopiteau
- Henri Lillaz
- Louis Loucheur
- Albert Mahieu
- André Mallarmé
- René Manaut
- Maurice Maunoury
- Léon Millot
- Jean Morel
- Paul Morel
- Émile Morinaud
- Henry Paté
- Raymond Patenôtre
- Raoul Péret
- Charles Reibel
- Marc Réville
- Étienne Riché
- Constant Roden
- Marius Roustan
- Joseph Ruau
- Paul Strauss
- Georges Trouillot
- Daniel Vincent